# Эгеризе
Эгеризе (нем. Ägerisee, фр. Lac d'Ägeri, итал. Lago diÄgeri) — озеро ледникового происхождения в швейцарском кантоне Цуг. Располагается на территории коммун Оберэгери и Унтерэгери в юго-восточной части кантона.
Озеро находится на высоте 724 м над уровнем моря в северных предгорьях Швейцарских Альп. Крупнейший приток — Хюрибах, впадает в озеро с запада. Сток из Эгеризе идёт по реке Лорце в соседнее Цугское озеро.
В 1315 году возле озера Эгеризе произошла битва при Моргартене.
Озеро используется как источник питьевой воды.